# Josh Reaves
Joshua Alexander Reaves, detto Josh (Fairfax, 4 giugno 1997), è un cestista statunitense con cittadinanza boliviana.

## Palmarès
- Campione NIT (2018)